# Grenada az 1992. évi nyári olimpiai játékokon
Grenada a spanyolországi Barcelonában megrendezett 1992. évi nyári olimpiai játékok egyik részt vevő nemzete volt. Az országot az olimpián 1 sportágban 4 sportoló képviselte, akik érmet nem szereztek.

## Atlétika
Férfi
| Versenyző      | Versenyszám | Előfutam | Előfutam | Előfutam | Negyeddöntő | Negyeddöntő | Negyeddöntő | Elődöntő | Elődöntő | Elődöntő | Döntő   | Döntő    |
| Versenyző      | Versenyszám | Idő      | Hely.    | Össz.    | Idő         | Hely.       | Össz.       | Idő      | Hely.    | Össz.    | Idő     | Helyezés |
| -------------- | ----------- | -------- | -------- | -------- | ----------- | ----------- | ----------- | -------- | -------- | -------- | ------- | -------- |
| Gabriel Simeon | 100 m       | 11,10    | 6.       | 63.*     | kiesett     | kiesett     | kiesett     | kiesett  | kiesett  | kiesett  | kiesett | kiesett  |
| Gabriel Simeon | 200 m       | 22,09    | 6.       | 65.      | kiesett     | kiesett     | kiesett     | kiesett  | kiesett  | kiesett  | kiesett | kiesett  |
| Delon Felix    | 400 m       | 47,39    | 5.       | 47.      | kiesett     | kiesett     | kiesett     | kiesett  | kiesett  | kiesett  | kiesett | kiesett  |

| Versenyző       | Versenyszám | Selejtező | Selejtező | Döntő    | Döntő    |
| Versenyző       | Versenyszám | Eredmény  | Helyezés  | Eredmény | Helyezés |
| --------------- | ----------- | --------- | --------- | -------- | -------- |
| Eugene Licorish | Távolugrás  | 760 cm    | 30.       | kiesett  | kiesett  |

Női
| Versenyző      | Versenyszám | Előfutam | Előfutam | Előfutam | Negyeddöntő | Negyeddöntő | Negyeddöntő | Elődöntő | Elődöntő | Elődöntő | Döntő   | Döntő    |
| Versenyző      | Versenyszám | Idő      | Hely.    | Össz.    | Idő         | Hely.       | Össz.       | Idő      | Hely.    | Össz.    | Idő     | Helyezés |
| -------------- | ----------- | -------- | -------- | -------- | ----------- | ----------- | ----------- | -------- | -------- | -------- | ------- | -------- |
| Shermaine Ross | 400 m       | 55,49    | 6.       | 36.      | kiesett     | kiesett     | kiesett     | kiesett  | kiesett  | kiesett  | kiesett | kiesett  |

* - egy másik versenyzővel azonos időt ért el